# Capella de Sant Ponç de Tordera
La capella o ermita de Sant Ponç és un monument protegit com a bé cultural d'interès local del municipi de Tordera (Maresme) propera a la urbanització d'Àgora Park. Sant Ponç és una capella d'origen romànic, reconstruïda després d'un incendi. Conserva de l'època romànica l'absis semicircular i la nau de volta cilíndrica. Ha sofert diverses reformes que han modificat l'original edifici. La porta d'entrada i l'espadanya són de 1685.
L'última reforma (1729) es feu en estil barroc i s'afegí un notable cobert porxat sostingut per dotze columnes d'ordre dòric, totes de pedra tallada. Es restauraren l'any 1833. La pica d'aigua beneïda és de 1737. Malgrat les diferents reformes, el conjunt s'integra força bé.
A l'interior de la capella hi havia l'altar major, d'estil barroc, de gran valor, amb les figures que l'adornaven perfectament dibuixades i ben tallades per les mans d'un artista. Aquest altar havia estat consagrat el 1735, contenia una imatge tallada de Sant Ponç de gran valor. Actualment és molt senzilla. Té molta tradició l'aplec de Sant Ponç, que se celebra cada any l'11 de maig.
A l'església hi ha dues inscripcions: una a les finestres, on es llegeix "1615, el 15 e maig", i l'altra en un carreu de la porta d'entrada, amb la data de 1685.